# John Shore
Pour les articles homonymes, voir Shore.

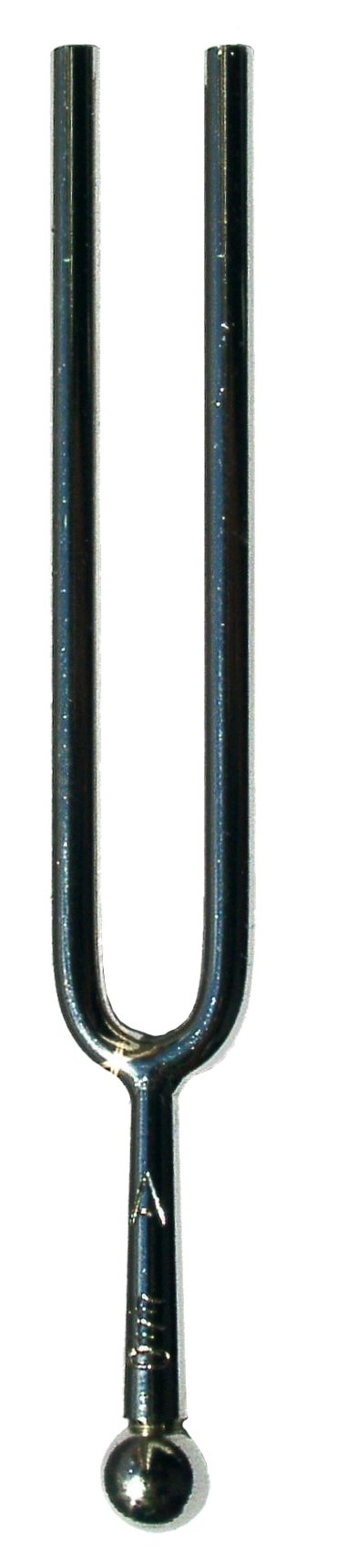
Diapason

John Shore (vers 1662 - 1752) est un  trompettiste et un luthiste anglais qui a inventé le diapason en 1711.
John Shore joue de la trompette en 1714 lors du couronnement du roi George Ier. En 1715, il est luthiste à la Chapelle Royale. Il travaille comme luthiste avec Henry Purcell et Georg Friedrich Händel. Pour accorder son luth, il utilisait un diapason de sa fabrication qu'il appelait pitch fork.